# Kookaburra
De kookaburra, gewone kookaburra of lachvogel (Dacelo novaeguineae) is een ijsvogelsoort. De naam lachvogel slaat op de roep van deze vogel die erg op de menselijke lach lijkt. Het bijzondere aan de vogel is dat deze over het algemeen niet mensenschuw is en makkelijk benaderbaar is of zelf toenadering zoekt.

## Beschrijving
De kookaburra heeft een lengte van ongeveer 42 centimeter en een gewicht van 310 tot 480 gram. De kookaburra heeft een lange, forse snavel en is roomkleurig op de kop en de borst. De kruin is bruin en daaronder loopt weer een brede, bruine oogstreep. Op de bruine vleugel zitten wat blauw gekleurde dekveren en de staart is roodbruin met een donkere bandering. Mannetjes en vrouwtjes lijken sterk op elkaar. Het mannetje heeft soms wat blauwe vlekken op de stuit.

## Leefwijze
In tegenstelling tot veel andere, meestal kleine soorten ijsvogels is deze ijsvogel niet aan water gebonden maar jaagt hij op landdieren als insecten, slakken, kikkers, reptielen en soms kleine vogels.

## Verspreiding en leefgebied
De kookaburra is een standvogel die endemisch is in oostelijk, zuidoostelijk Australië. Het leefgebied bestaat uit loofbossen en graslanden maar ook in agrarisch gebied en nabij menselijke bebouwing, zoals in tuinen en stadsparken.
De soort telt twee ondersoorten:
- D. n. minor: Kaap York-schiereiland (noordoostelijk Australië).
- D. n. novaeguineae: oostelijk en zuidoostelijk Australië, Tasmanië en zuidwestelijk Australië.

## Status
De vogel is in de 19e eeuw ingevoerd in Nieuw-Zeeland en zuidwestelijk Australië en in 1905 op Tasmanië. Het is een algemene vogel. Er is geen aanleiding te veronderstellen dat de soort in aantal achteruitgaat. Om deze redenen staat de kookaburra als niet bedreigd op de Rode Lijst van de IUCN.